# امامزاده روستای کندوان
امامزاده روستای کندوان مربوط به دوره صفوی است و در شهرستان میانه، بخش کندوان، روستای کندوان واقع شده و این اثر در تاریخ ۱۰ بهمن ۱۳۸۳ با شمارهٔ ثبت ۱۱۲۶۴ به‌عنوان یکی از آثار ملی ایران به ثبت رسیده است.